# Österreichischer Rollsport- & Inlineskateverband
Der Österreichische Rollsport- & Inlineskate-Verband (ÖRSV) ist der Fachverband aller österreichischen Rollsportvereine mit Sitz in Stegersbach. Der ÖRSV besteht derzeit aus 76 Vereinen und insgesamt 2.900 Mitgliedern.

## Geschichte
Der ÖRSV wurde 1937 gegründet. Im Jahr 2024 vollzog der ÖRSV ein umfassendes Rebranding und tritt seither unter  Rollsport Austria auf.

## Sportarten

### Einzelsportarten
- Inline Speedskating (ISS)
- Inline Freestyle (IFS)
- Rollkunstlauf (RKL)
- Skateboarding (SB)
- Scootering (SC)
- Inline Downhill (IDH)
- Inline Slalom/Alpin (ISL)
- Skate Cross (SC)
- Roller Freestyle (RFS)

### Teamsportarten
- Inline Skaterhockey (ISH)
- Inlinehockey (IH)
- Roller Derby (RD)
- Rollhockey (RH)

## Internationale Mitgliedschaften
Der Österreichische Rollsport Verband ist weiters Mitglied in folgenden internationalen Verbänden:
- World Skate (WS)
- World Skate Europe (WSE)
- International Inline Skaterhockey Federation (IISHF)
- Roller Derby WFTDA

## Landesverbände
Der Verband hat folgende Landesverbände:
- Burgenländischer Rollsport Verband (BRSV)
- Kärntner Rollsport Verband (KRSV)
- Niederösterreichischer Rollsport Verband (NRSV)
- Oberösterreichischer Rollsport Verband (OÖRSV)
- Salzburger Rollsport Verband (RSLV)
- Steirischer Rollsport Verband (STRSV)
- Tiroler Rollsport Verband (TRSV)
- Vorarlberger Rollsport Verband (VRSV)
- Rollsport Verband Wien (RVW)

## Website
- Website